# Регіональні правила забудови
Регіона́льні пра́вила забудо́ви — нормативно-правовий акт, яким встановлюється загальний для територій і населених пунктів області, Автономної Республіки Крим (крім міст Києва та Севастополя, міст республіканського значення Автономної Республіки Крим, міст обласного значення) порядок планування, забудови та іншого використання територій і окремих земельних ділянок. 
Регіональні правила забудови є обов'язковими для суб'єктів містобудування на території відповідного регіону (крім міст обласного значення, республіканського значення Автономної Республіки Крим у разі затвердження відповідними радами місцевих правил забудови, а також міст Києва та Севастополя). 
Регіональні правила доповнюються положеннями, які є характерними для цієї місцевості, з урахуванням регіональних особливостей та належать до компетенції органів виконавчої влади і місцевого самоврядування.